# じもてぃーちゃん
じもてぃーちゃんは、2024年8月12日からさくらんぼテレビジョンで第2月曜日の24:55 - 25:25に放送されているローカル情報バラエティ番組。
ぱーてぃーちゃんの初の冠番組である。

## 概要
2024年8月12日スタート。さくらんぼテレビ初の自社制作による深夜バラエティ。
その地域ならではの料理や人、物事に対する「最高NO1」を決めるべく山形にゆかりのある人気急上昇トリオぱーてぃーちゃんのすがちゃん最高No.1が自らロケに出て解明。金子きょんちぃと信子、2人のギャルならではの斬新なリアクションを観ながらすがちゃんのロケを一緒に楽しめる。単純なランキングではなく、すがちゃんの独断と偏見で「NO1」を決定する”超地域密着型”バラエティ。
当番組は、掲示板サービス「ジモティー」、並びに運営する株式会社ジモティーとは、一切関係ない。

## 放送時刻
- 毎月第2月曜日 24:55 - 25:25

## 出演
- ぱーてぃーちゃん
  - すがちゃん最高No.1
  - 信子
  - 金子きょんちぃ

## 公式サイト
- さくらんぼテレビ｜番組情報｜じもてぃーちゃん
- Instagram
- TikTok
- YouTube